# The Flair
The Flair (nota ufficialmente col nome di Flair Across America) è una statua in bronzo realizzata dallo scultore americano Richard MacDonald e situata ad Atlanta in Georgia International Plaza, ad est del Mercedes-Benz Stadium. La sua esecuzione è stata commissionata nel 1996 a commemorazione della ventiseiesima edizione dei Giochi olimpici, tenutasi nella città statunitense nello stesso anno. Prima di essere definitivamente posizionata ad Atlanta, la statua è stata oggetto di una mostra itinerante in differenti località americane, quali San Francisco, Chicago e New York.
La scultura, alta 26 piedi (7,92 m), raffigura un ginnasta impegnato ad eseguire un movimento ginnico chiamato flair, nel quale l'atleta alterna il bilanciamento del peso del corpo su entrambe le braccia mentre fa roteare le gambe in movimenti circolari.